# Forces aérospatiales russes
Pour les articles homonymes, voir Force aérospatiale.
Les Forces aérospatiales russes (en russe : Воздушно-космические силы) abrégé en VKS (la transcription de ВКС) sont la composante aérospatiale des forces armées de la fédération de Russie, regroupant depuis 2015 la Force aérienne et les Forces spatiales.

## Historique
Elle a été créée en tant que nouvelle force armée le 1er août 2015 avec le rapprochement d'une partie de l'Armée de l'air russe (VVS) et des forces de défense aérospatiales russes (VVKO), sur les recommandations du ministère de la Défense.

## Organisation
Elle commande notamment l'Armée de l'air russe et les forces spatiales de la fédération de Russie.
Son siège est à Moscou.